# Bad Feilnbach
Bad Feilnbach est une commune de Bavière (Allemagne), située dans l'arrondissement de Rosenheim, dans le district de Haute-Bavière.
Dans son hameau de Au, la commune possède une remontée mécanique, destinée à la pratique du ski.